# Калинин (лек крайцер, 1942)
Калинин е лек крайцер, от проекта 26-бис. Наречен в чест на Михаил Калинин.

## Строителство
Заложен е на 12 юни 1938 г. в завод № 199 в Комсомолск на Амур. Спуснат на вода на 8 май 1942 г. Включен в състава на Тихоокеанския флот на 31 декември 1942 г.

## История на службата
През 1942 – 1943 г. адмиралите Н. Г. Кузнецов и В. А. Алафузов предлагат крайцерът да се преведе през Северния морски път за усилването на Северния флот и такова решение е прието от ГКО СССР, но в разгара на подготовката за похода (на кораба вече е поставена допълнителна противоледова защита), на 1 юни 1943 г., то е отменено.
През съветско-японската война, през август 1945 г., корабът няма участие, бидейки в гаранционен ремонт в корабостроителен завод №202.
През 1946 г. крайцерът заема 1-во място в Тихоокеанския флот, при това завоюва 4 флотски награди.
От 17 януари 1947 г. до 23 май 1953 г. крайцерът се намира в състава на 5-ти ВМФ. От януари 1949 г. до декември 1950 г. крайцерът е командван от капитан 1-ви ранг А. И. Расохо (бъдещият адмирал). През 1951 г. излиза в морето на стрелби под флага на командващия 5-ти флот Ю. А. Пантелеев.
През октомври 1954 г. крайцера излиза в морето с правителствена комисия (Н. С. Хрушчов, А. И. Микоян, Н. А. Булганин, Р. Я. Малиновский, Н. Г. Кузнецов и др.), посещаваща Тихоокеанския флот, и изпълнява демострационни стрелби с главния калибър.
На 7 май 1956 г. корабът е изваден от бойния състав на флота и законсервиран.
На 1 декември 1957 г. е разконсервиран и отново влиза в строй.
На 6 февруари 1960 г. КР „Калинин“ е разоръжен и превърнат в плаваща казарма.
На 12 април 1963 г. крайцерът е изключен от състава на флота.
Макет на крайцера, направен от служили на него матроси е представен в Централния военноморски музей в Санкт Петербург.